# Elihu Yale
Elihu Yale (ur. 5 kwietnia 1649 w Bostonie, zm. 8 lipca 1721 w Londynie) – był angielskim kupcem i filantropem, gubernatorem Madrasu oraz fundatorem Collegiate School of Connecticut w New Haven, z której powstał słynny Uniwersytet Yale.

## Życiorys
Jego rodzina pochodziła z północnej Walii i wywodziła się z rodzinnej siedziby „Plas yn Iâl” w pobliżu miejscowości Llandegla w hrabstwie Denbighshire. Nazwisko Yale jest angielską wymową walijskiego słowa „Iâl”.
Jego ojciec wyemigrował do Ameryki Północnej w trakcie prześladowań purytan za panowania króla Karola I. Elihu Yale w wieku 3 lub 4 lat powrócił razem z rodzicami do Anglii i zamieszkał w Londynie, gdzie jego ojciec postanowił rozpocząć działalność handlową. Do Ameryki nigdy nie powrócił. Według Hiram Bingham niewiele można powiedzieć o jego edukacji, gdyż wszelkie dokumenty na ten temat zaginęły po pożarze Londynu w 1666. Wskazywane są dwie szkoły: Merchant Tailors' School oraz St. Paul’s School.
Jesienią 1671 został zatrudniony w Kompanii Wschodnioindyjskiej i jeszcze tego samego roku popłynął do Indii w charakterze zwykłego urzędnika. 23 czerwca 1672 został zakwaterowany na miejscu. W ciągu kilku lat awansował i w 1678 został mianowany zarządcą fortu Świętego Jerzego w Madrasie, głównej brytyjskiej placówki dyplomatyczno-handlowej w Indiach.
W 1699 wrócił do Londynu i założył własny biznes oparty na handlu diamentami. Znany był ze swojej szczodrości. W 1718 został poproszony przez Cotton Mather o materialną pomoc dla Collegiate School of Connecticut w celu wybudowania nowego budynku szkoły. W wyniku Yale przesłał za ocean 417 książek, portret Jerzego I oraz ekwiwalent 800 funtów szterlingów w 9 belach sukna. W podzięce nowy budynek został nazwany jego imieniem, a z czasem cała szkoła otrzymała miano Yale College.
Zmarł w swoim domu przy Queens Square. Pochowany został na cmentarzu w Wrexham.